# Marcin Budziński (kolarz)
Marcin Budziński (ur. 24 kwietnia 1998 w Opocznie) – polski kolarz szosowy, górski i przełajowy.
Budziński początkowo uprawiał kolarstwo górskie – w dyscyplinie tej między innymi w 2018 zdobył srebrny medal mistrzostw Polski w eliminatorze cross-country, startował też w kolarstwie przełajowym. W wyścigach z kalendarza UCI w kolarstwie szosowym zadebiutował w 2019.
Kolarzem jest również jego brat-bliźniak, Tomasz Budziński.

## Osiągnięcia

### Kolarstwo szosowe
Opracowano na podstawie:
2020
- 1. miejsce w Memoriale Henryka Łasaka

2022
- 1. miejsce na 1. etapie Belgrad-Banja Luka (jazda drużynowa na czas)
- 1. miejsce w klasyfikacji górskiej wyścigu In the footsteps of the Romans

2023
- 2. miejsce w Małopolskim Wyścigu Górskim
- 3. miejsce w mistrzostwach Polski (start wspólny)
- 2. miejsce w Memoriale Henryka Łasaka

2024
- 1. miejsce w GP Slovenian Istria
- 1. miejsce w GP Brda-Collio
- 1. miejsce w Tour of Mersin
- 2. miejsce w Silesian Classic
- 1. miejsce w Okolo Jižních Čech
  - 1. miejsce na 3. etapie
- 2. miejsce w Tour of Taihu Lake

2025
- 1. miejsce w Rhodes GP
- 1. miejsce na 1. etapie Tour of Rhodes
- 1. miejsce w GP Brda-Collio
- 3. miejsce w GP Vorarlberg
- 1. miejsce w Silesian Beskid Race
- 1. miejsce na 2. etapie Oberösterreich Rundfahrt

## Rankingi

### Kolarstwo szosowe
| Rok             | 2019  | 2020  | 2021  | 2022 | 2023 | 2024 |
| --------------- | ----- | ----- | ----- | ---- | ---- | ---- |
| World Ranking   | 2533. | 2000. | 1422. | 898. | 387. | 193. |
| UCI Europe Tour | 1604. | 1460. | 1012. | 659. | -    | -    |
|                 |       |       |       |      |      |      |
| Źródło: UCI     |       |       |       |      |      |      |